# Strongylium brancuccii
Strongylium brancuccii (лат.) — вид жуков-чернотелок из подсемейства Stenochiinae (Tenebrionidae). Эндемик Непала (Lamobagar Gao, на высоте 1400 м). Название дано в честь швейцарского энтомолога Dr. Михеля Бранкуччи (Michel Brancucci: 1950—2012), собравшего типовую серию в 1983 году.

## Описание
Жуки среднего размера, с тёмной окраской тела. Длина тела составляет 6,7 — 7,6 мм. Буровато-чёрный, голова почти чёрная, переднеспинка с вершиной и основанием тёмно-красновато-чёрная, задняя часть головы, переднеспинка, щиток и надкрылья со слабым медным оттенком; дорсальная поверхность металлически блестящая, пять базальных члеников усиков и но слабо блестящие; передняя часть головы в коротких тонких волосках, задняя часть головы, переднеспинка, щиток и надкрылья почти голые, шесть вершинных члеников усиков, брюшная поверхность и части ног покрыты тонкими волосками. Тело удлиненное, субпараллельно-стороннее, продольно выпуклое.

## Классификация
Вид был впервые описан в 2010 году японским энтомологом Кимио Масумото (Institute of Human Culture Studies, Otsuma Women’s University, Токио, Япония) и немецким колеоптерологом Вольфгангом Шаваллером (Staatliches Museum für Naturkunde, Штутгарт, Германия) вместе с новыми видами Strongylium martensi, Strongylium wittmeri, Strongylium suridhobanum, Strongylium arunense.
Включён в состав трибы Stenochiini (=Strongyliini) из подсемейства Stenochiinae.